# Tríades galesas
As Tríades galesas (em galês: Trioedd Ynys Prydein), literalmente "Tríades da Ilha da Britânia") são um grupo de textos relacionados em manuscritos medievais, que preservam fragmentos do folclore, da mitologia e da história tradicional galesa em grupos de três. A tríade é uma forma retórica pela qual os assuntos são agrupados em grupos de três, com um título que indica o ponto de semelhança; por exemplo, "Três coisas não facilmente contidas, o fluxo de uma corrente, o voo de uma flecha, e a língua de um tolo"."

## Conteúdo

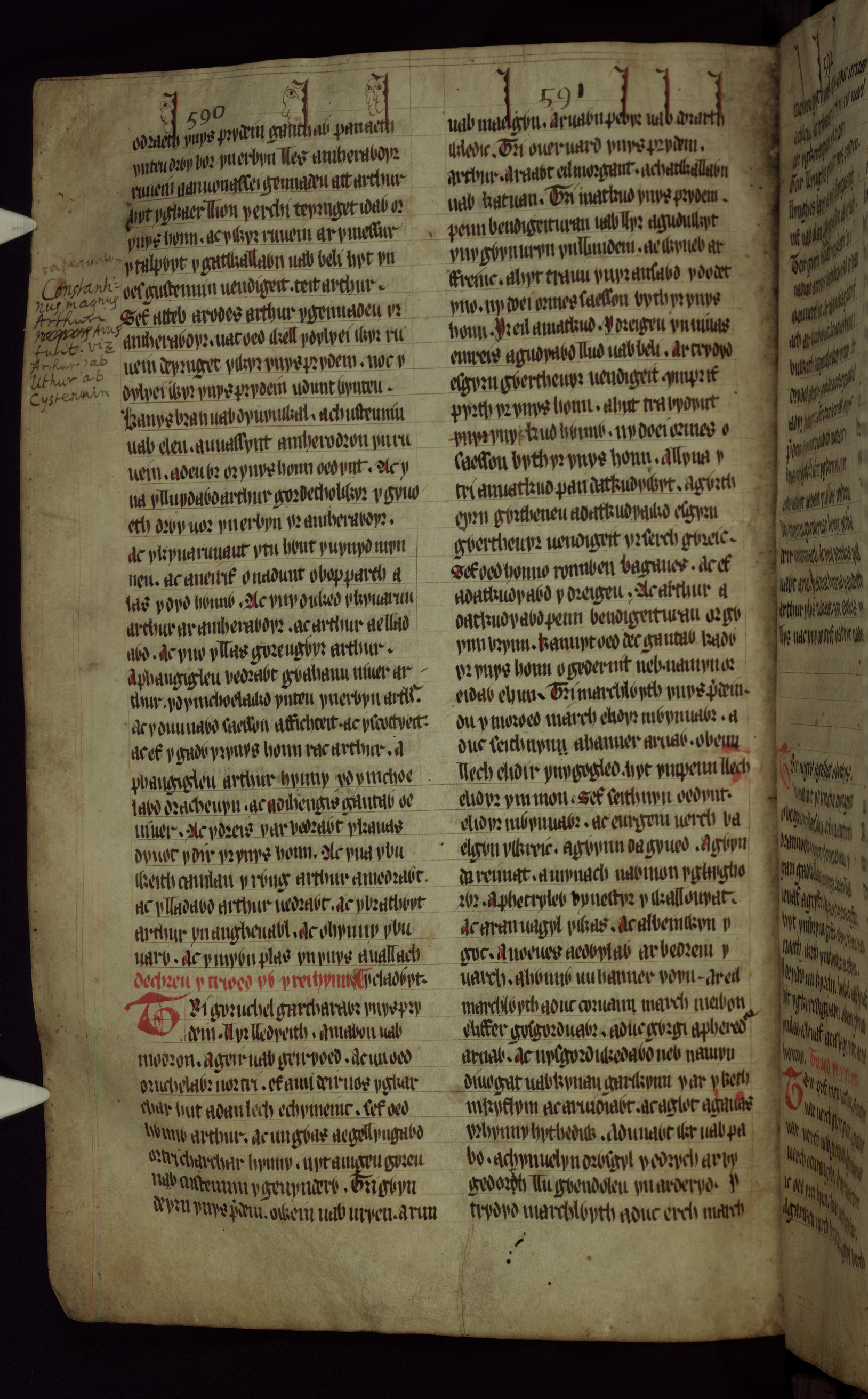
Parte do Livro Vermelho de Hergest (1385-1420), coleção de manuscritos contendo as Tríades galesas médias.

Os textos incluem referências ao Rei Artur e a outros personagens semi-históricos da Britânia pós-romana, figuras míticas como Bran, o Abençoado, inegáveis personagens históricos, como Alano IV, duque da Bretanha (que é chamado de Alan Fyrgan) e até mesmo personagens da Idade do Ferro como Caswallawn (Cassivelauno) e Caradoc (Carataco).
Algumas tríades simplesmente fornecem uma lista de três personagens com algo em comum (como "os três bardos frívolos da ilha da Britânia"), enquanto outros incluem explicações narrativas substanciais. A forma tríade provavelmente se originou entre os bardos ou poetas galeses como uma forma de ajuda mnemônica na composição de seus poemas e histórias, e mais tarde tornou-se um dispositivo retórico da literatura galesa. O conto medieval galês, Culhwch e Olwen, tem muitas tríades embutidas em sua narrativa.

## Coleção mais antiga
A coleção mais antiga das Tríades galesas está ligada ao manuscrito Peniarth 16, atualmente na Biblioteca Nacional do País de Gales, que foi datada do terceiro trimestre do século XIII e contém 46 das 96 tríades colecionadas por Rachel Bromwich. Outros manuscritos importantes incluem o Peniarth 45 (escrito por volta de 1275), e o par Livro Branco de Rhydderch (em galês: Llyfr Gwyn Rhydderch) e o Livro Vermelho de Hergest (em galês: Llyfr Coch Hergest), que compartilham uma versão comum totalmente diferente da versão das coleções nos manuscritos de Peniarth.

## Coleções posteriores
O antiquário galês do século XVIII, Iolo Morganwg, compilou uma coleção de tríades, que ele alegou ter tirado de sua própria coleção de manuscritos. Algumas de suas tríades são semelhantes àquelas encontradas nos manuscritos medievais, mas algumas são exclusivas de Morganwg, e acredita-se que foram de sua própria invenção.